# (19433) Naftz
(19433) Naftz (1998 FG72) – planetoida z pasa głównego asteroid okrążająca Słońce w ciągu 4,34 lat w średniej odległości 2,66 j.a. Odkryta 20 marca 1998 roku.